# Biserica Cuvioasa Paraschiva din Chimindia

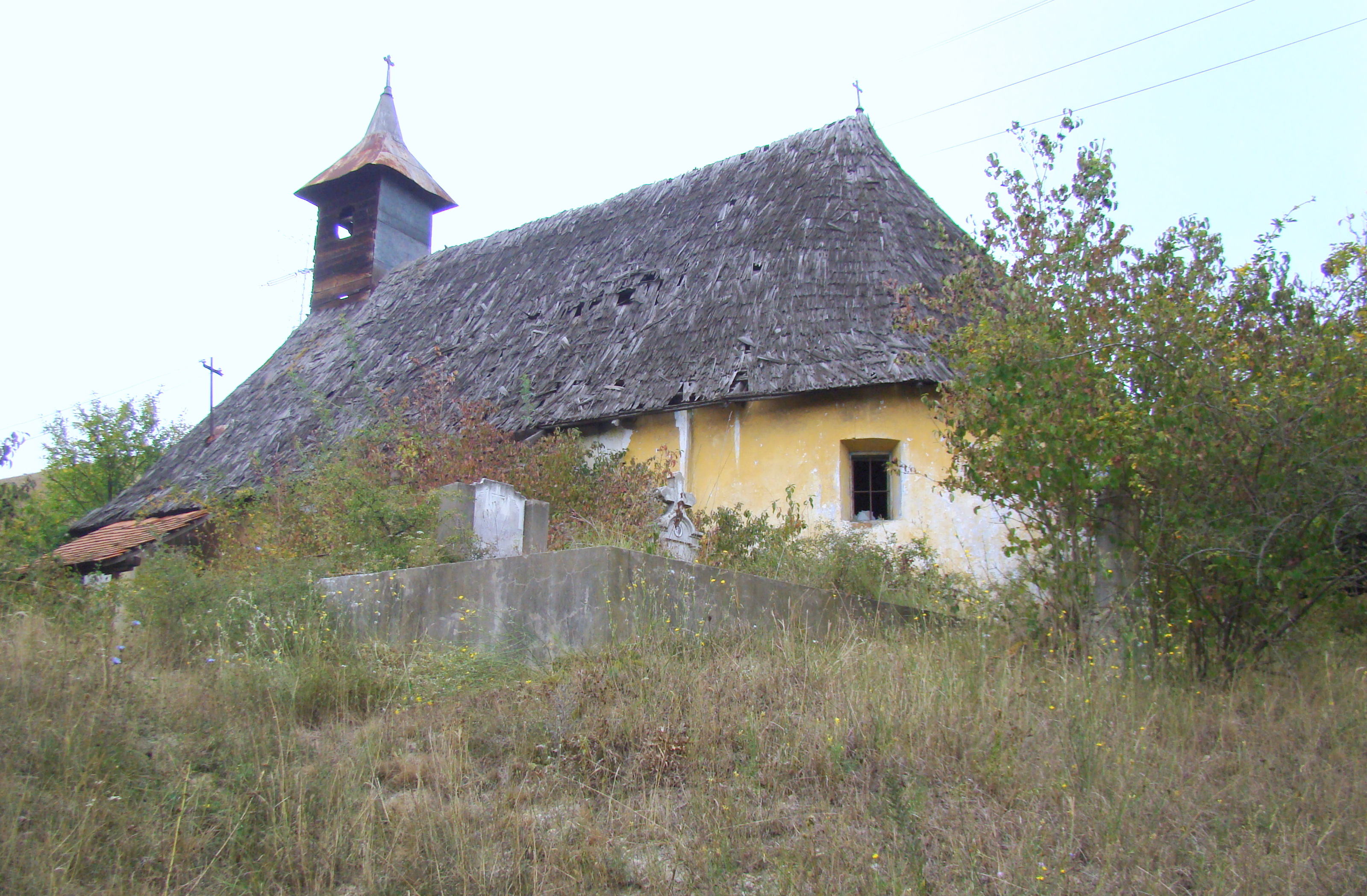
Biserica „Cuvioasa Paraschiva” din Chimindia, comuna Hărău, județul Hunedoara, foto: august 2009.

Biserica Cuvioasa Paraschiva din Chimindia, comuna Hărău, județul Hunedoara a fost ridicată în secolul al XVIII-lea. Biserica nu figurează pe lista monumentelor istorice și se află într-o zonă mai puțin cercetată a Hunedoarei. Biserica este abandonată și lăsată în paragină. Deși se află într-o zonă de un pitoresc deosebit, accesul este extrem de dificil din cauza vegetației din jur. În satul Chimindia mai există un sit arheologic din neolitic și o biserică reformată din secolul al XIV-lea.

## Istoric
Biserica veche a satului Chimindia, închinată Cuvioasei Paraschiva, a fost construită la cumpăna secolelor XVIII-XIX, fiind menționată ca atare și în tabelele conscripțiilor din 1805 și 1829-1831; lăcașul se află într-o stare avansată de degradare. Este un edificiu de plan dreptunghiular, cu absida semicirculară nedecroșată, supraînălțat printr-un turn miniatural scund, elevat deasupra pronaosului; clopotnița propriu-zisă a fost construită separat. În dreptul intrării sudice s-a adosat un pridvor deschis scund, din țevi metalice. Pronaosul este consolidat printr-un contrafort masiv de piatră.

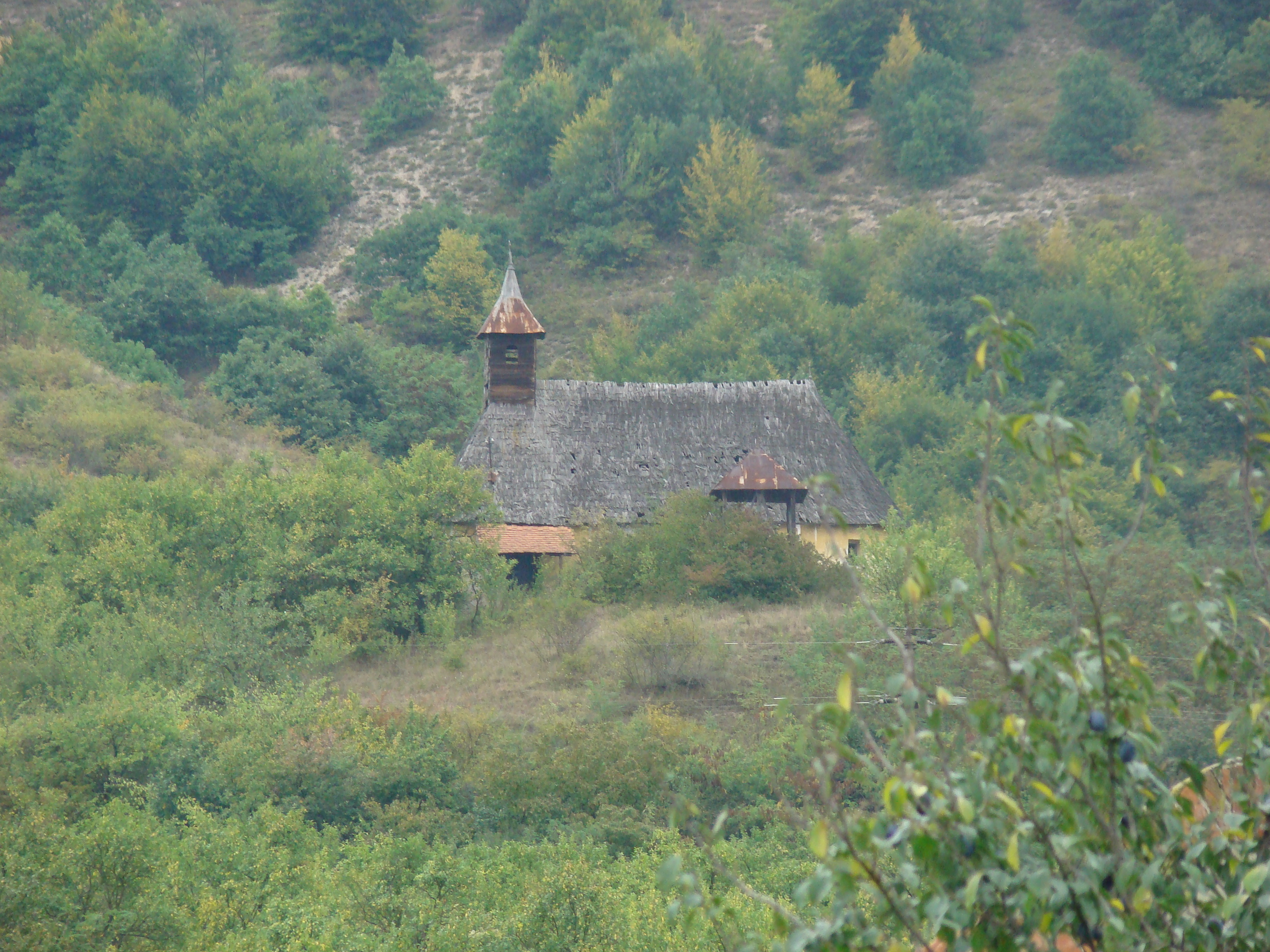
Biserica din depărtare

Lăcașul, acoperit cu șiță, a fost renovat în anii 1917, 1943 și 1955 (șantier urmat de sfințirea bisericii). La interior se păstrează o văruială simplă, cu un decor înstelat. După finalizarea noului edificiu ecleziastic al localității, inventarul liturgic i-a fost descompletat. Nici conscripțiile secolului al XVIII-lea și nici harta iosefină a Transilvaniei nu atestă existența vreunei predecesoare. În izvorul cartografic austriac citat este menționat doar lăcașul de cult reformat, ale cărui începuturi pot fi coborâte până în secolul al XIII-lea.

## Imagini

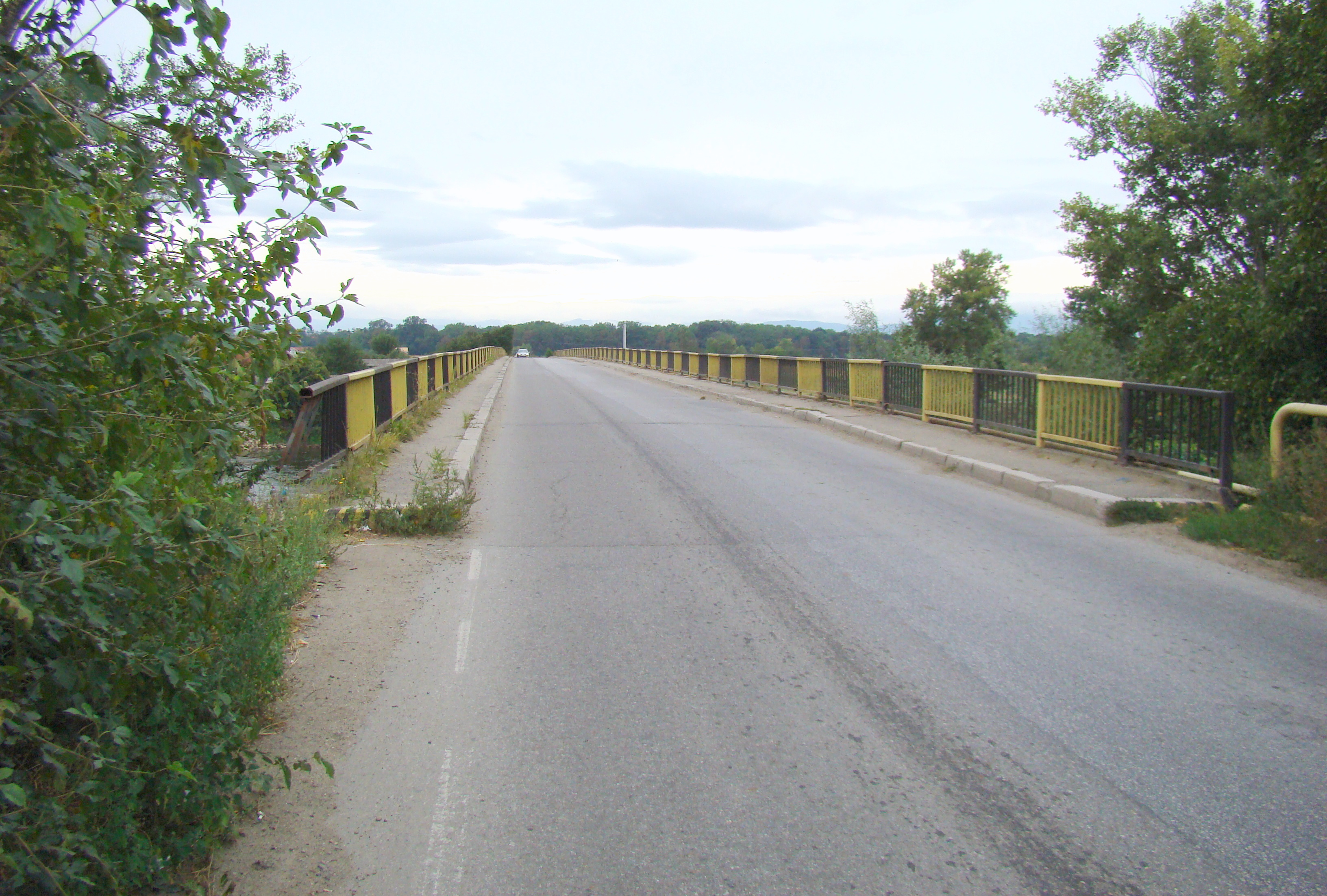
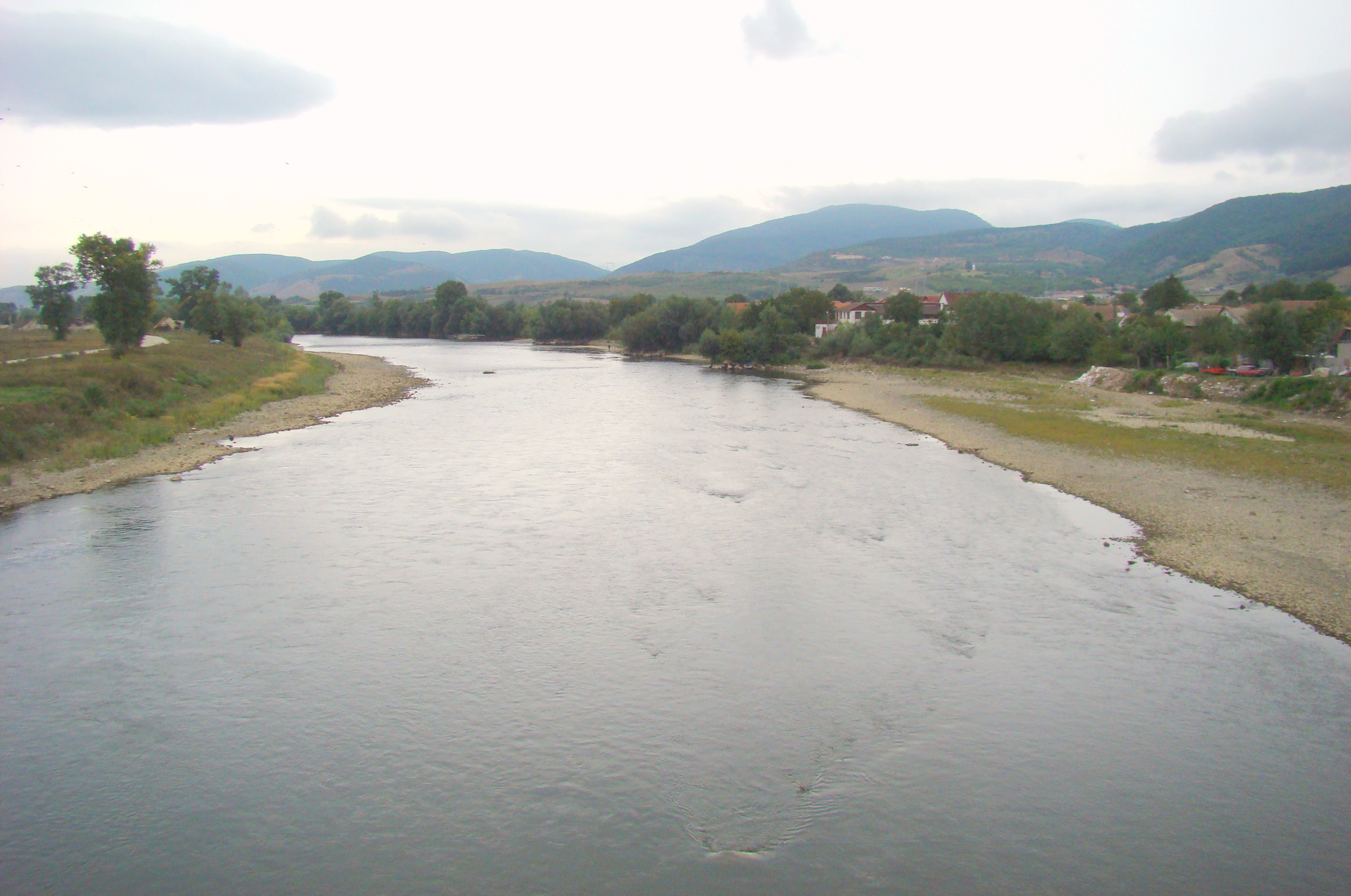
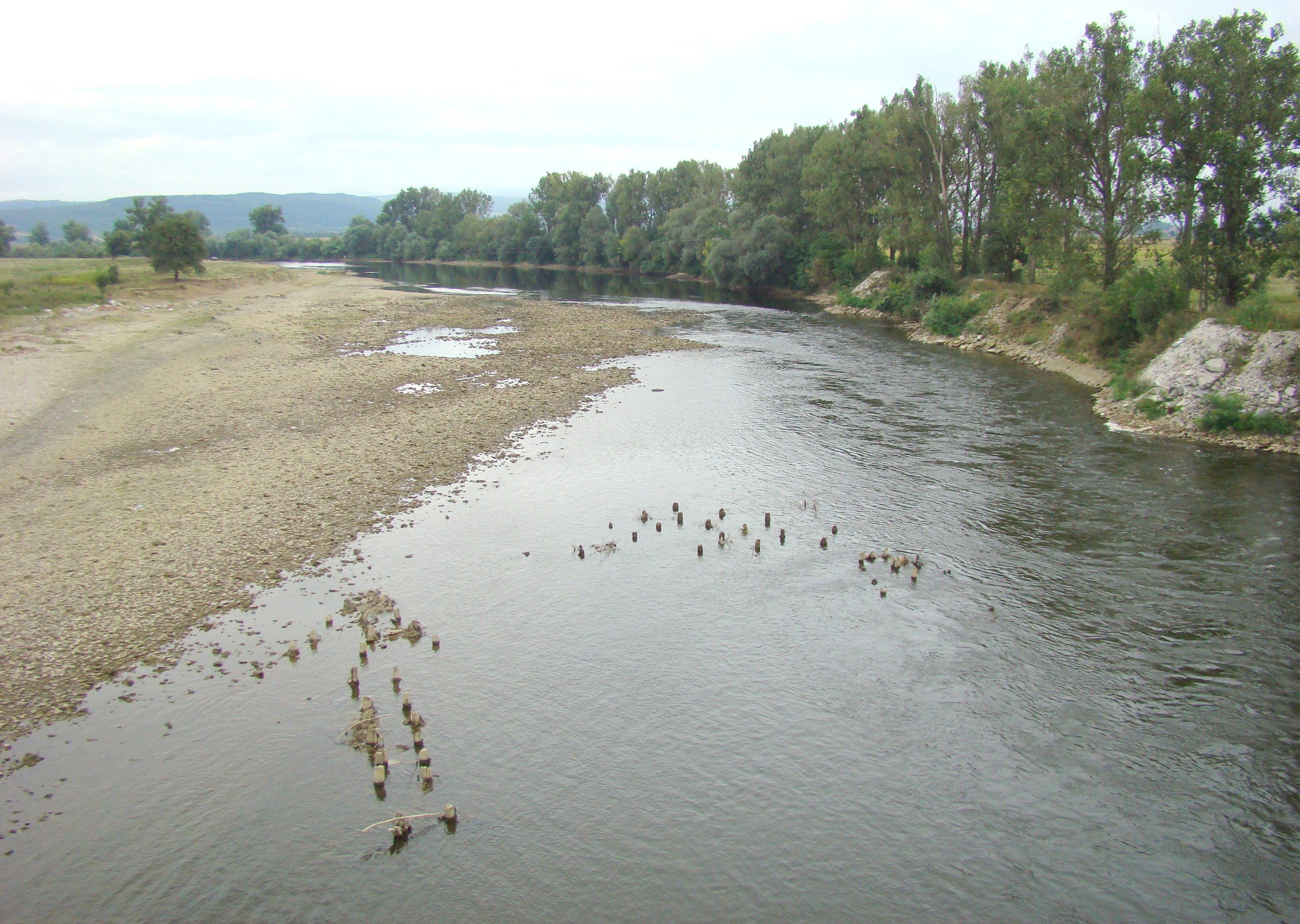
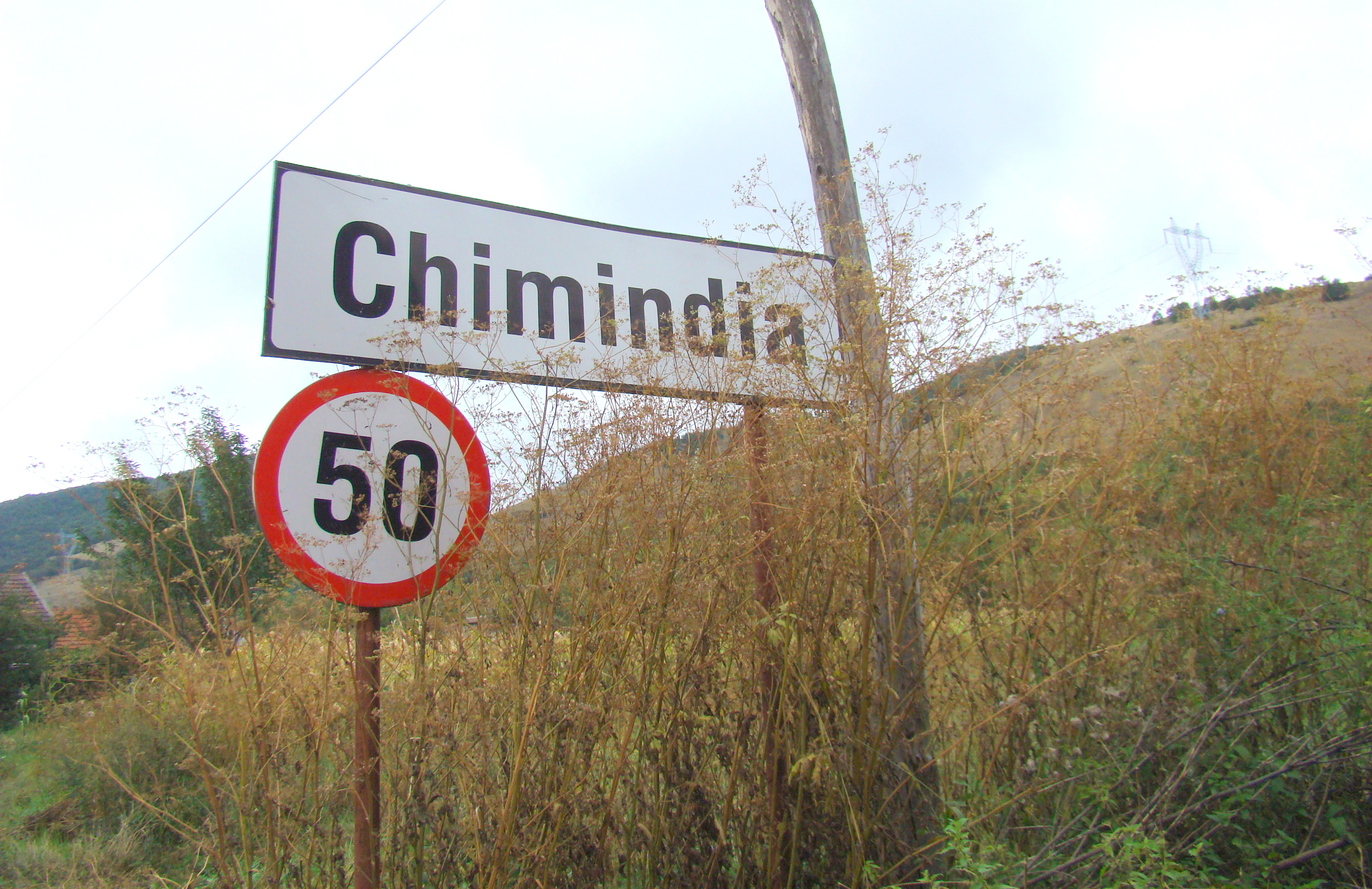
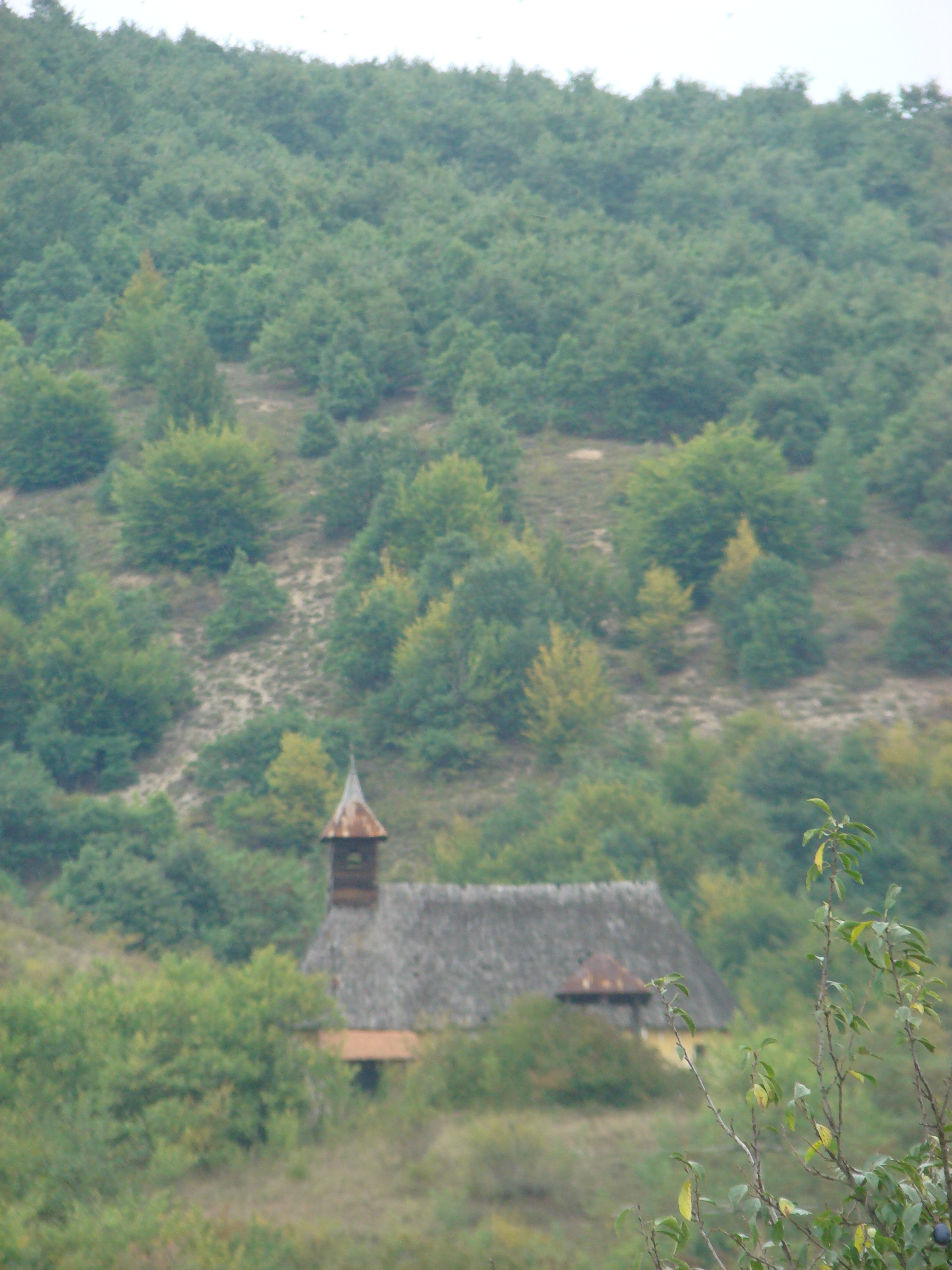
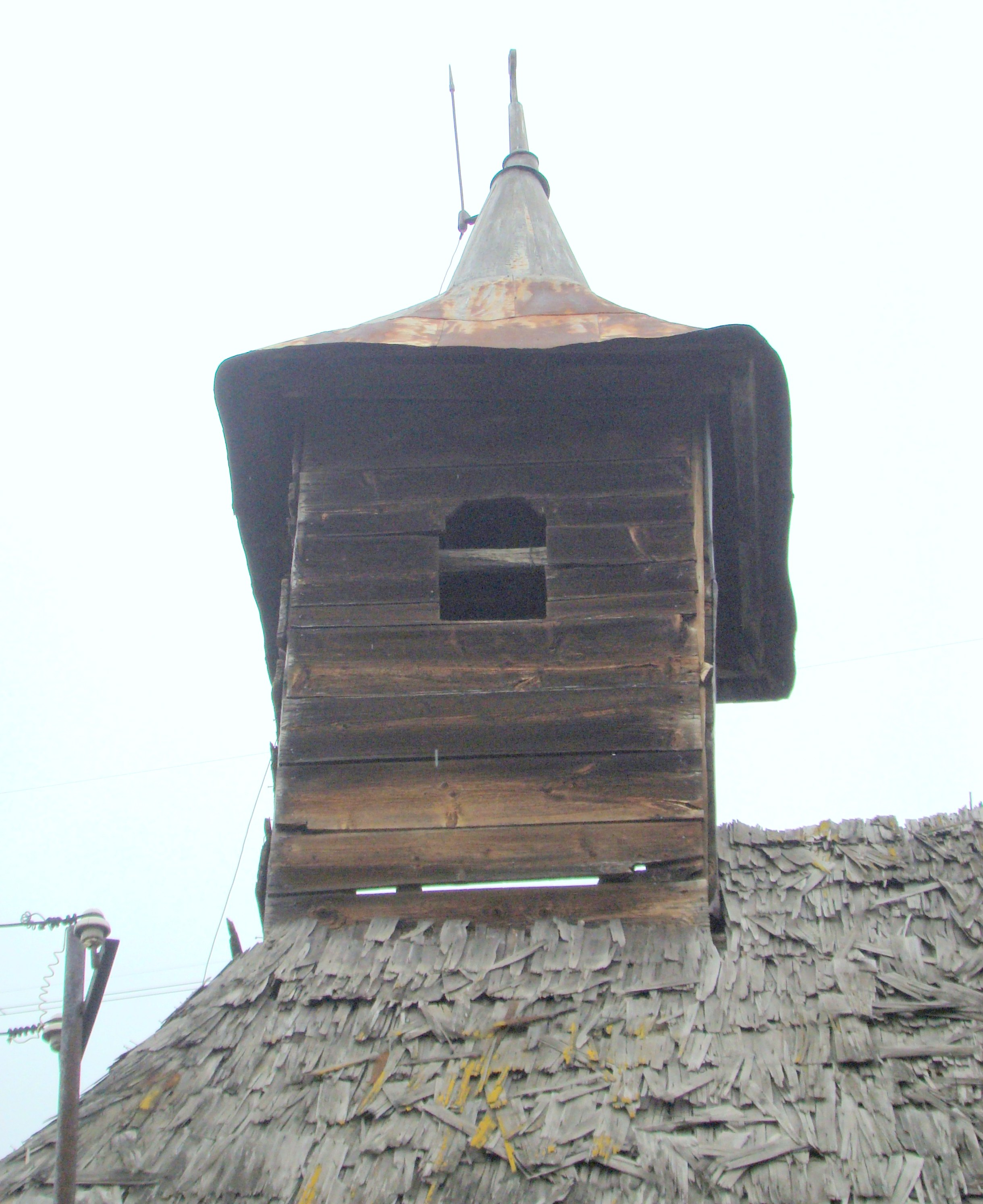
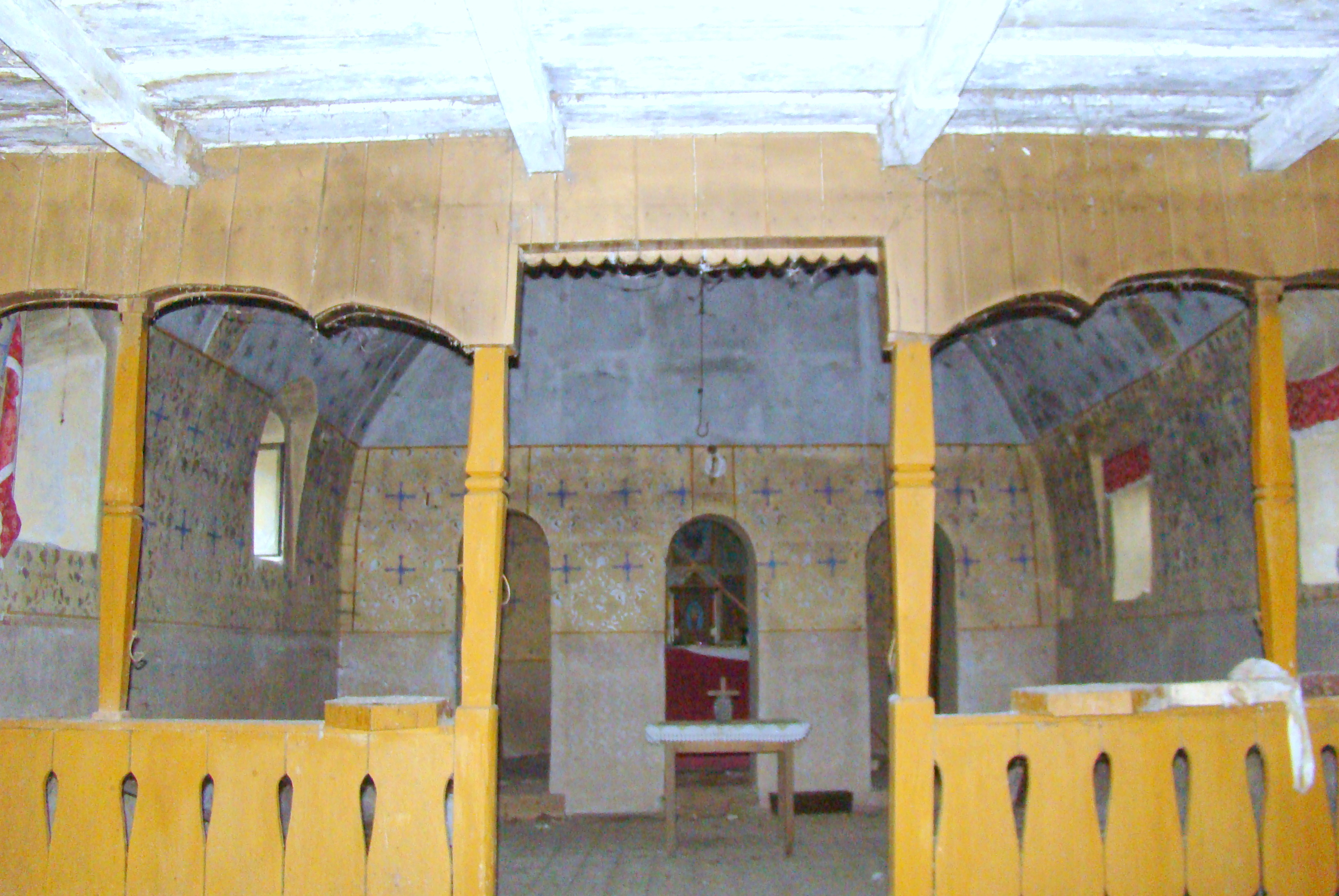
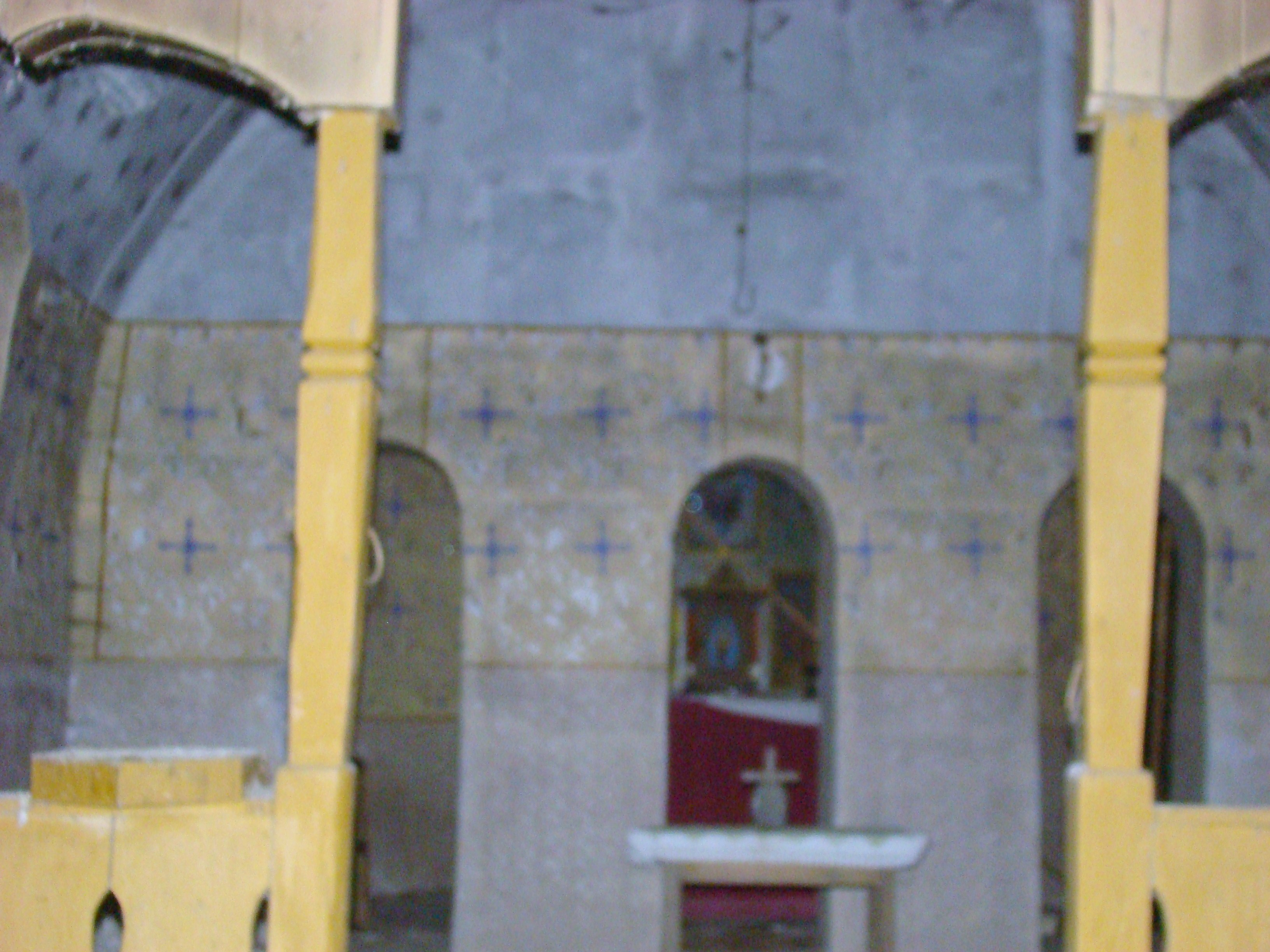
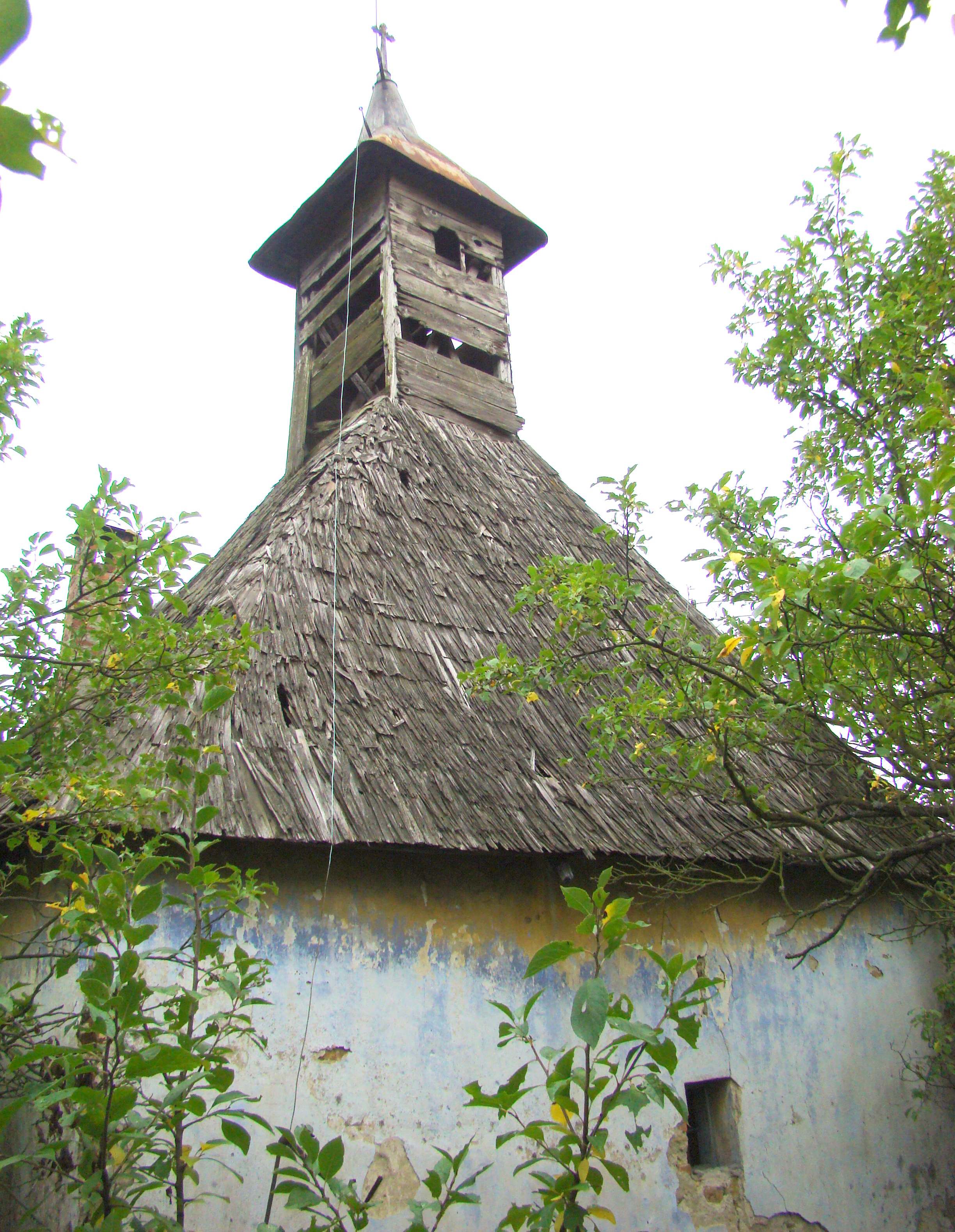
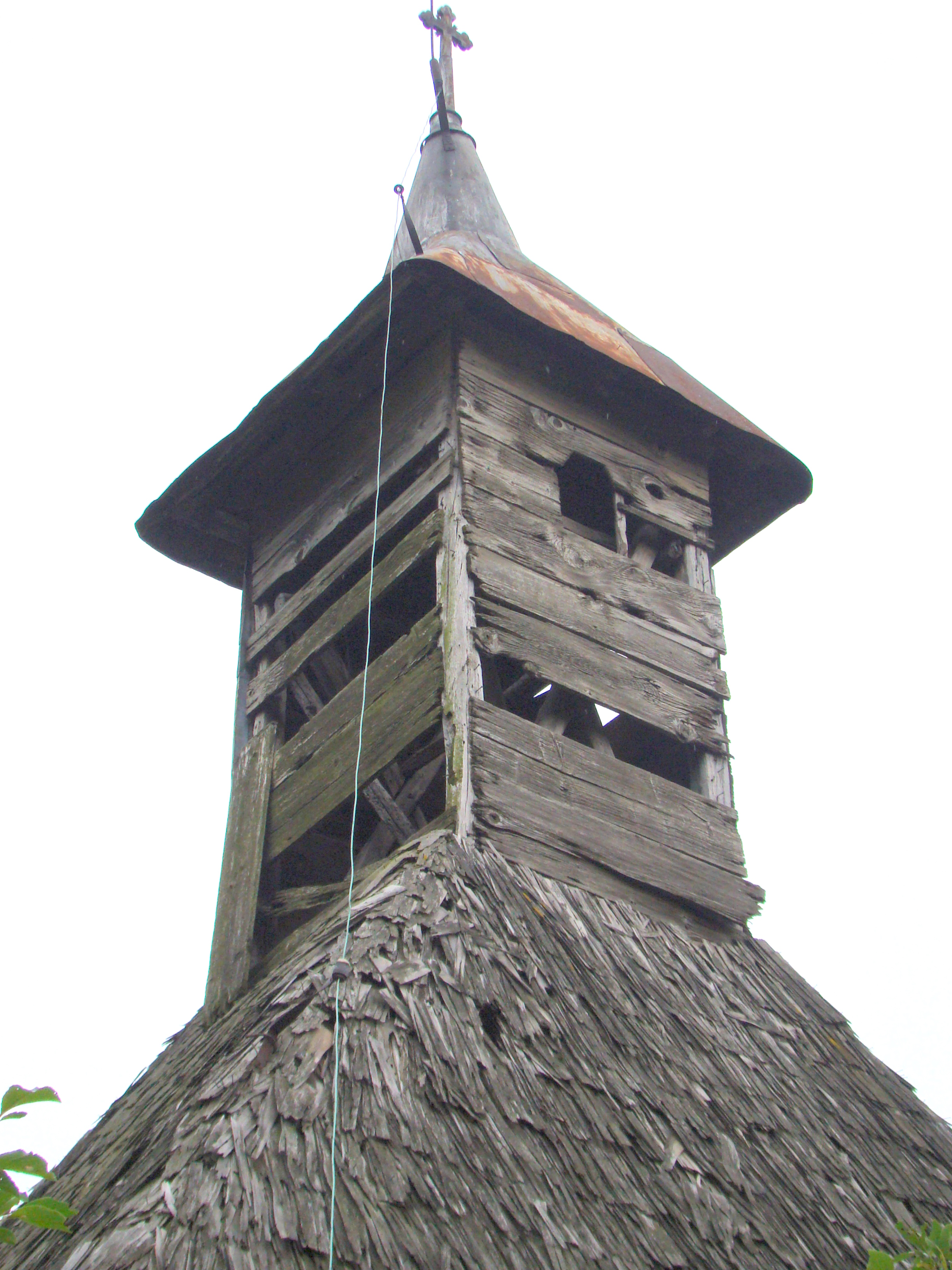
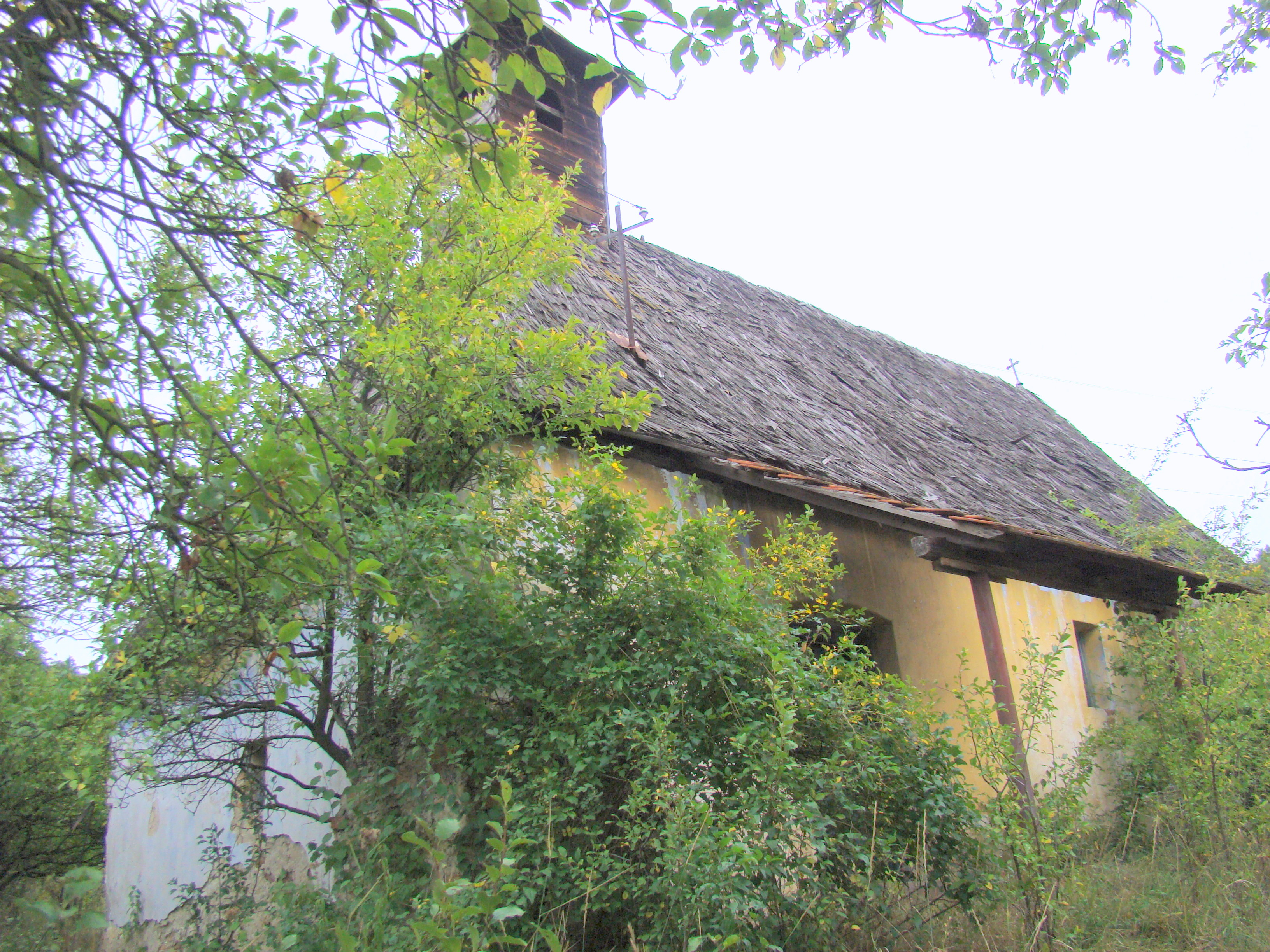
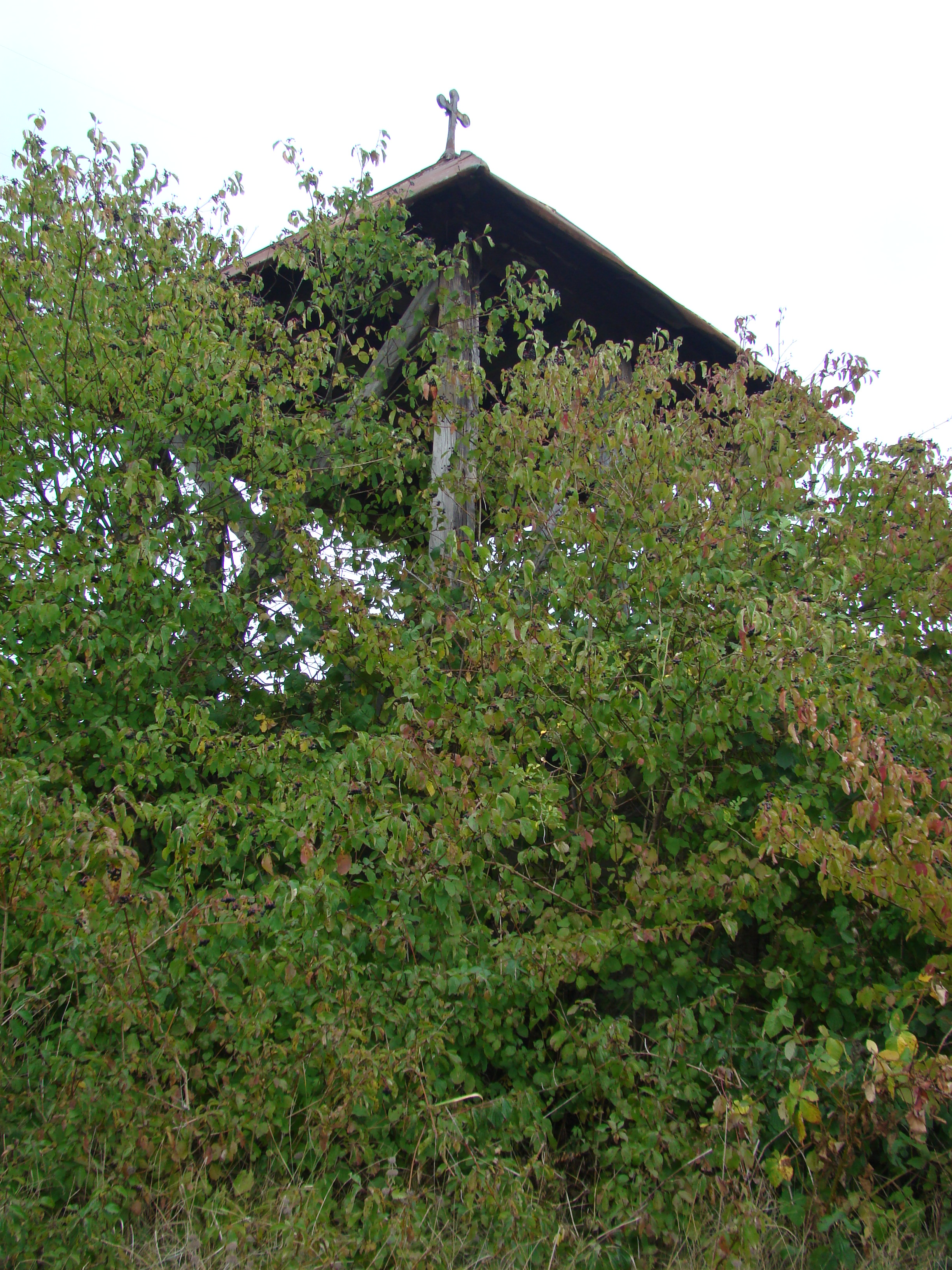
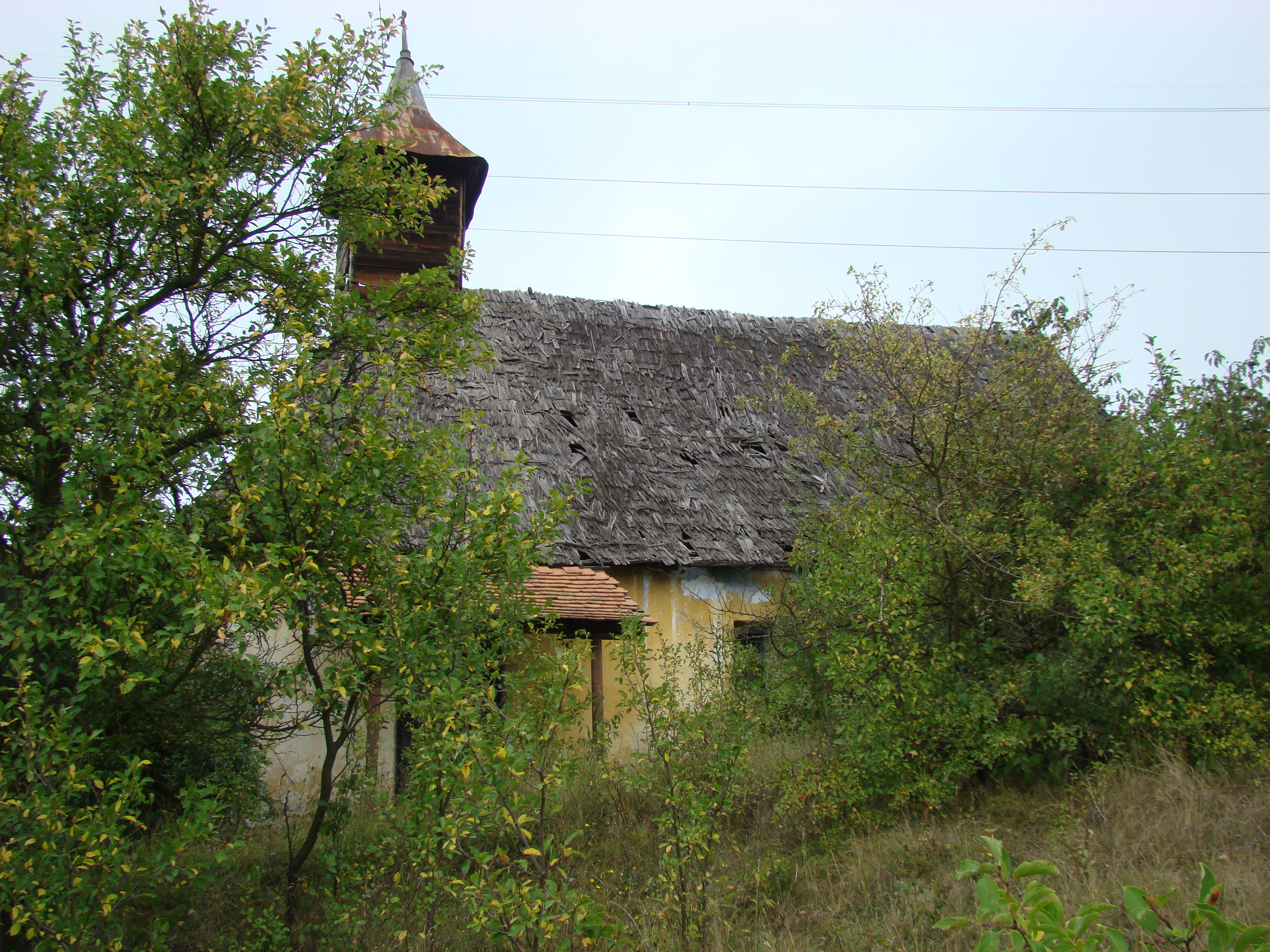
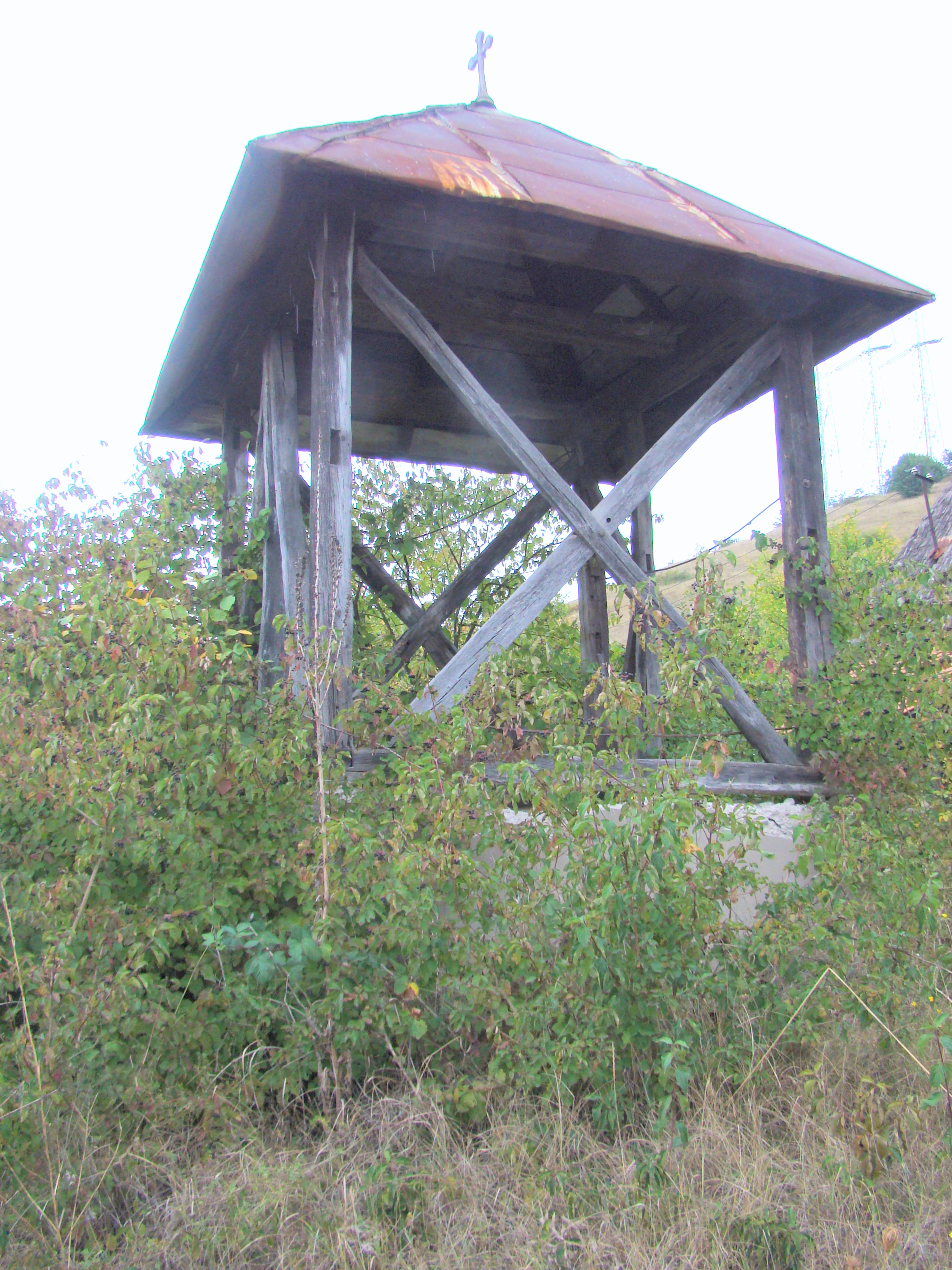
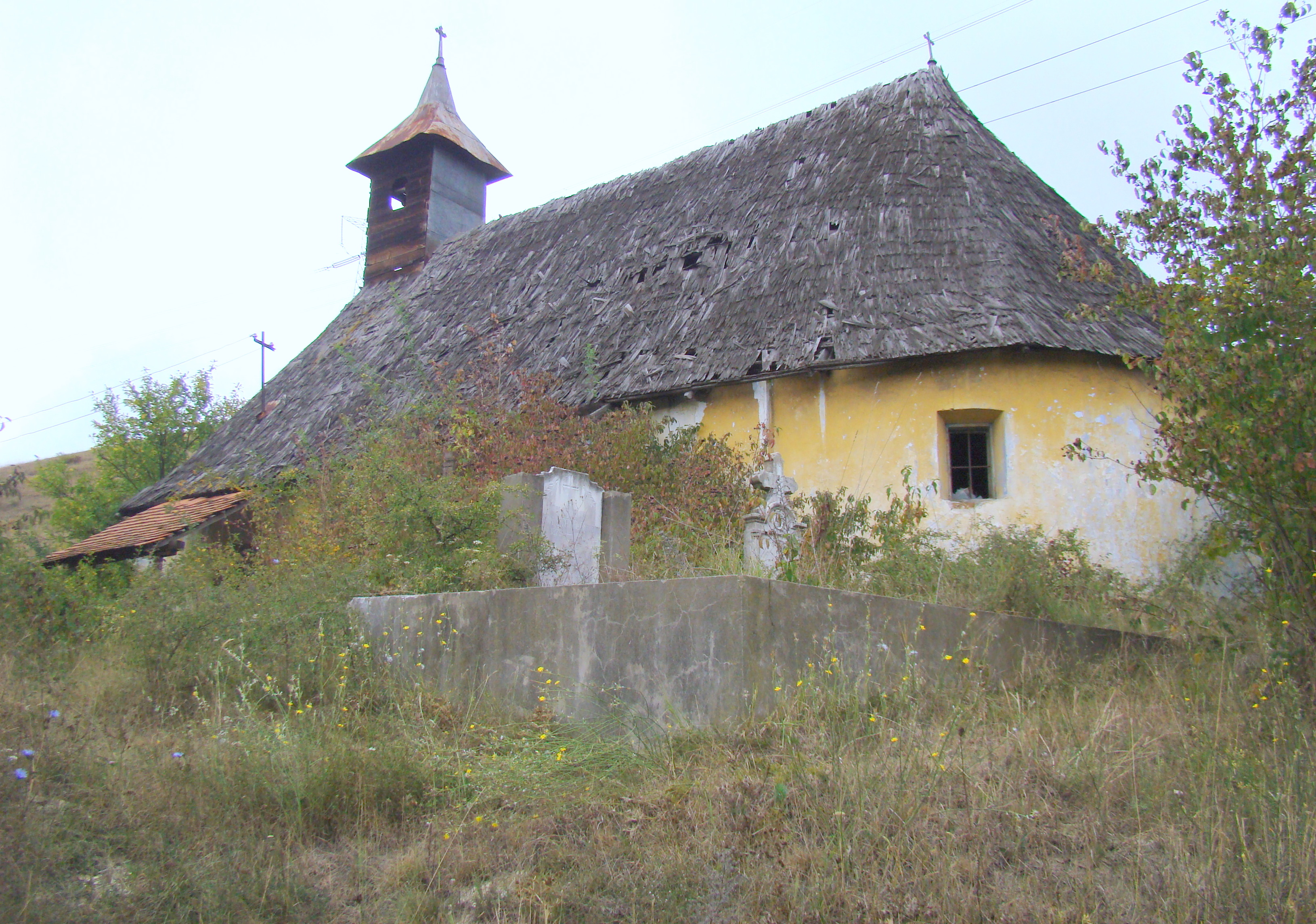
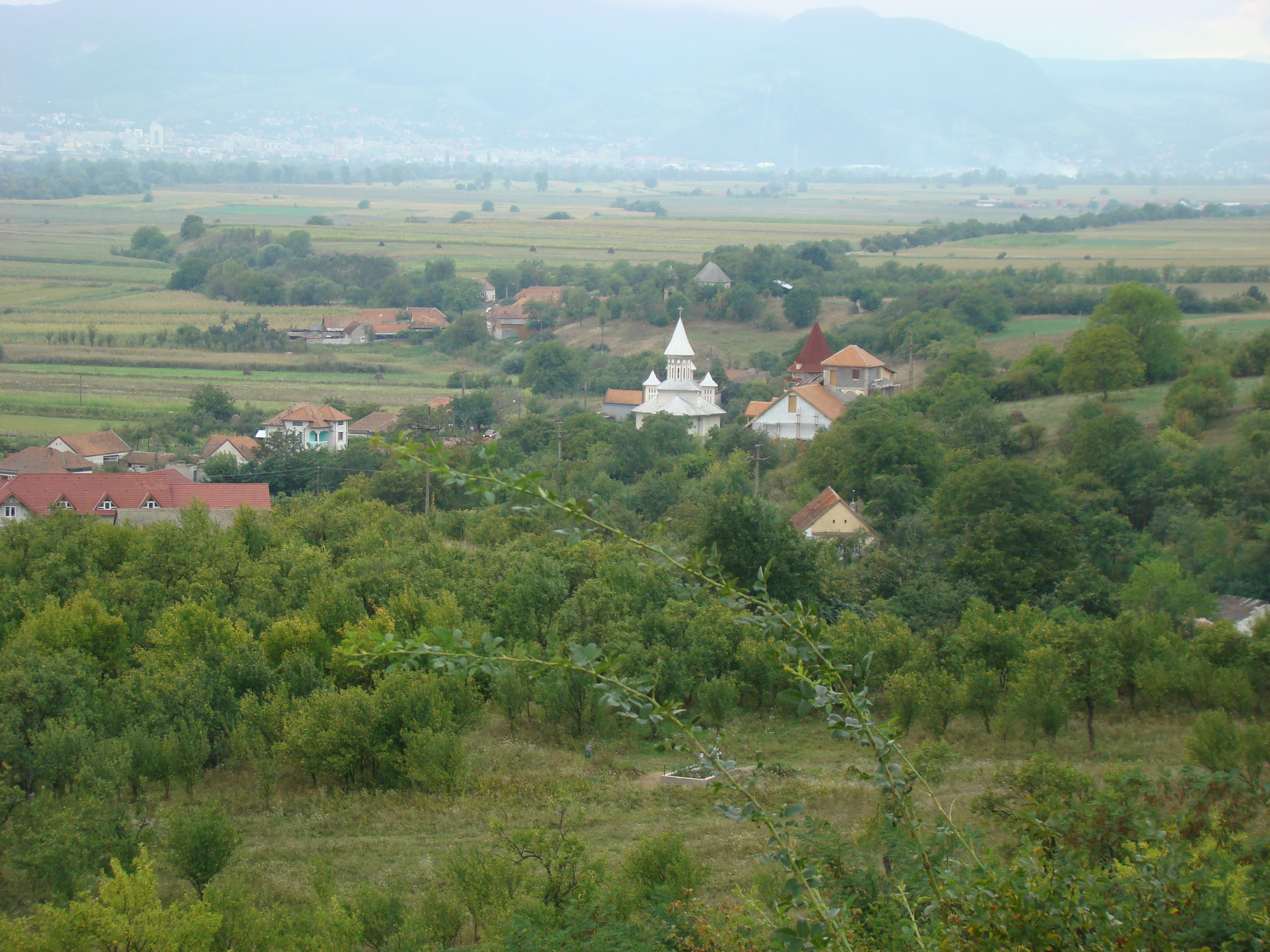
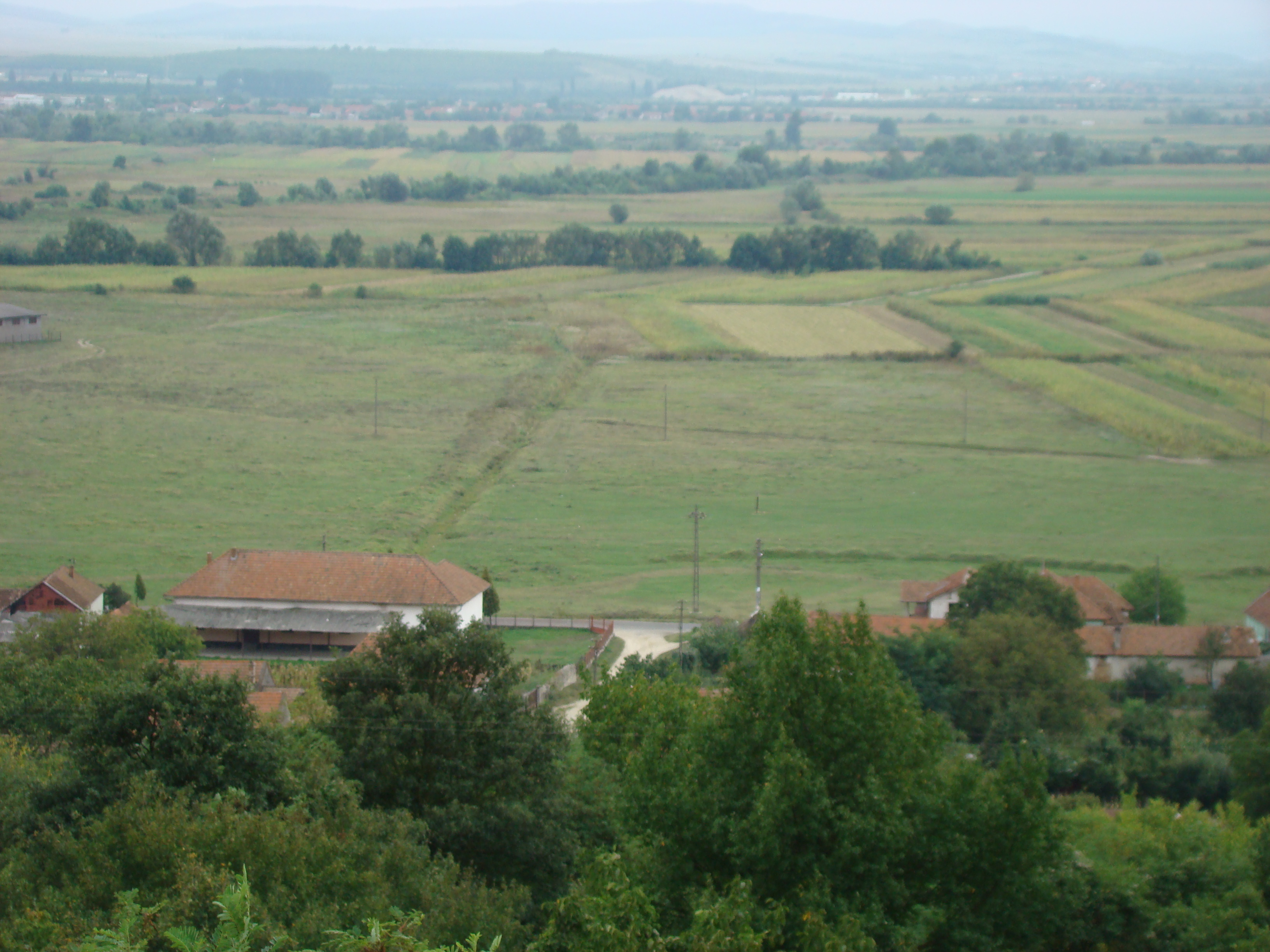
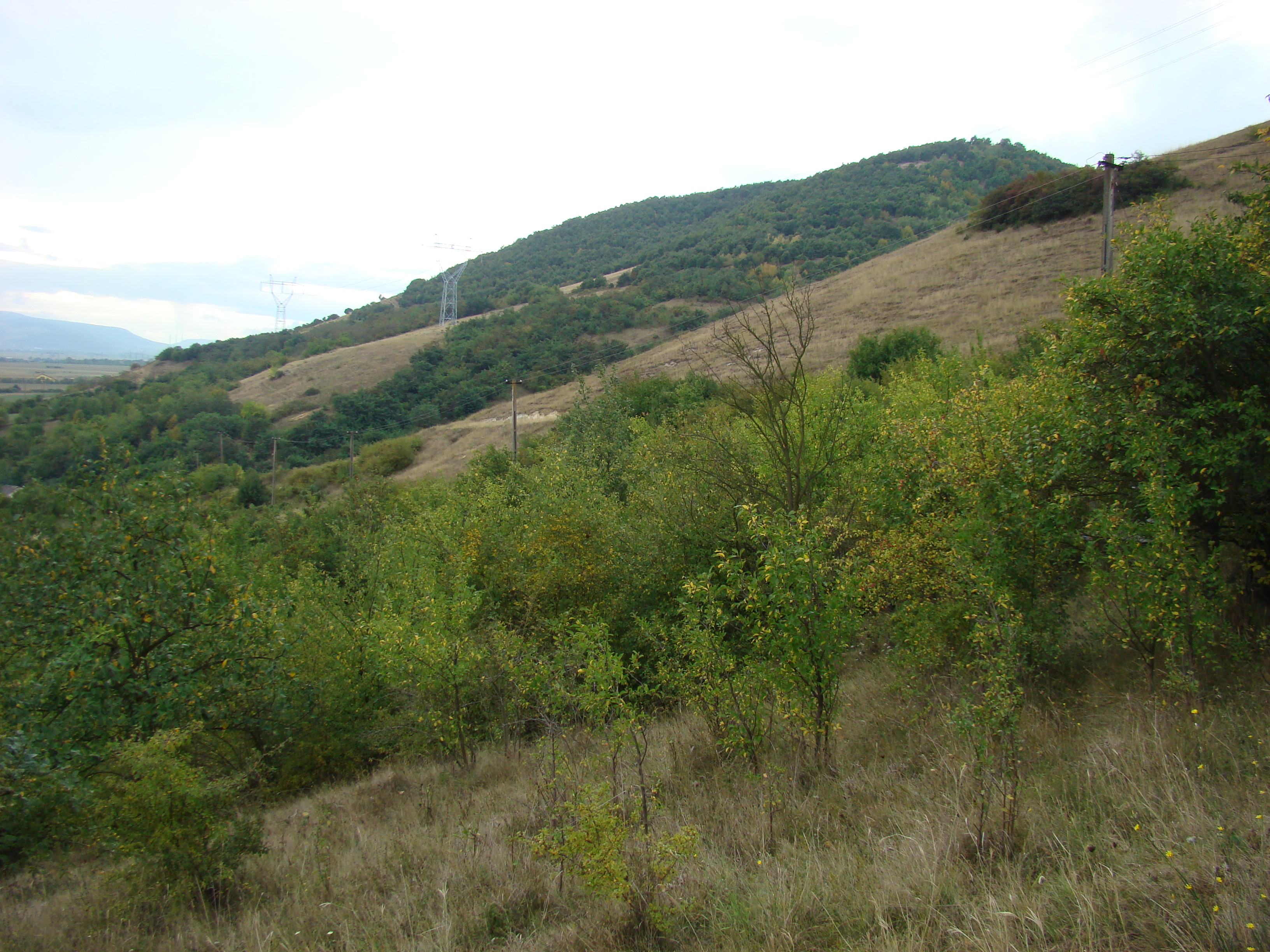
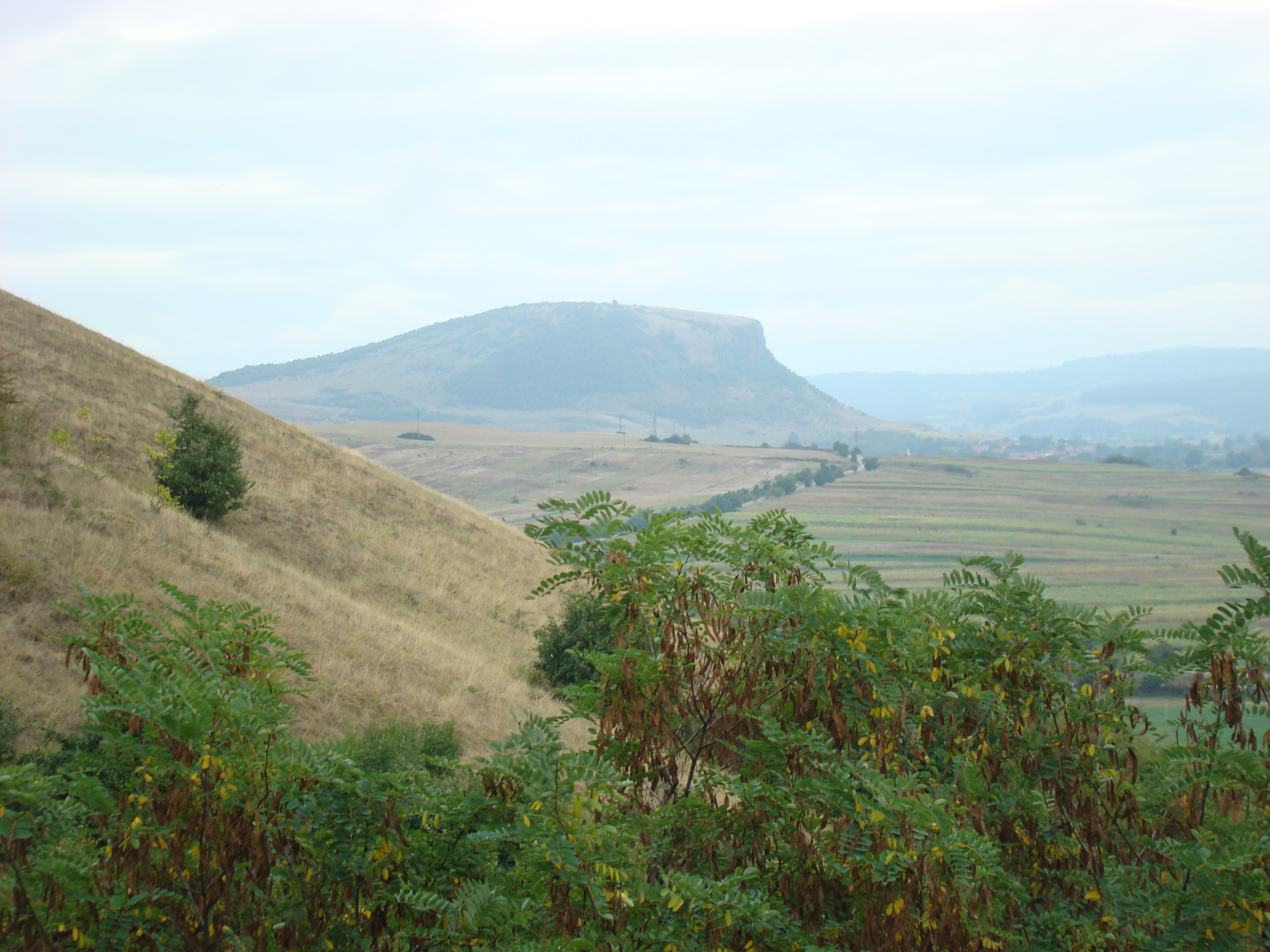
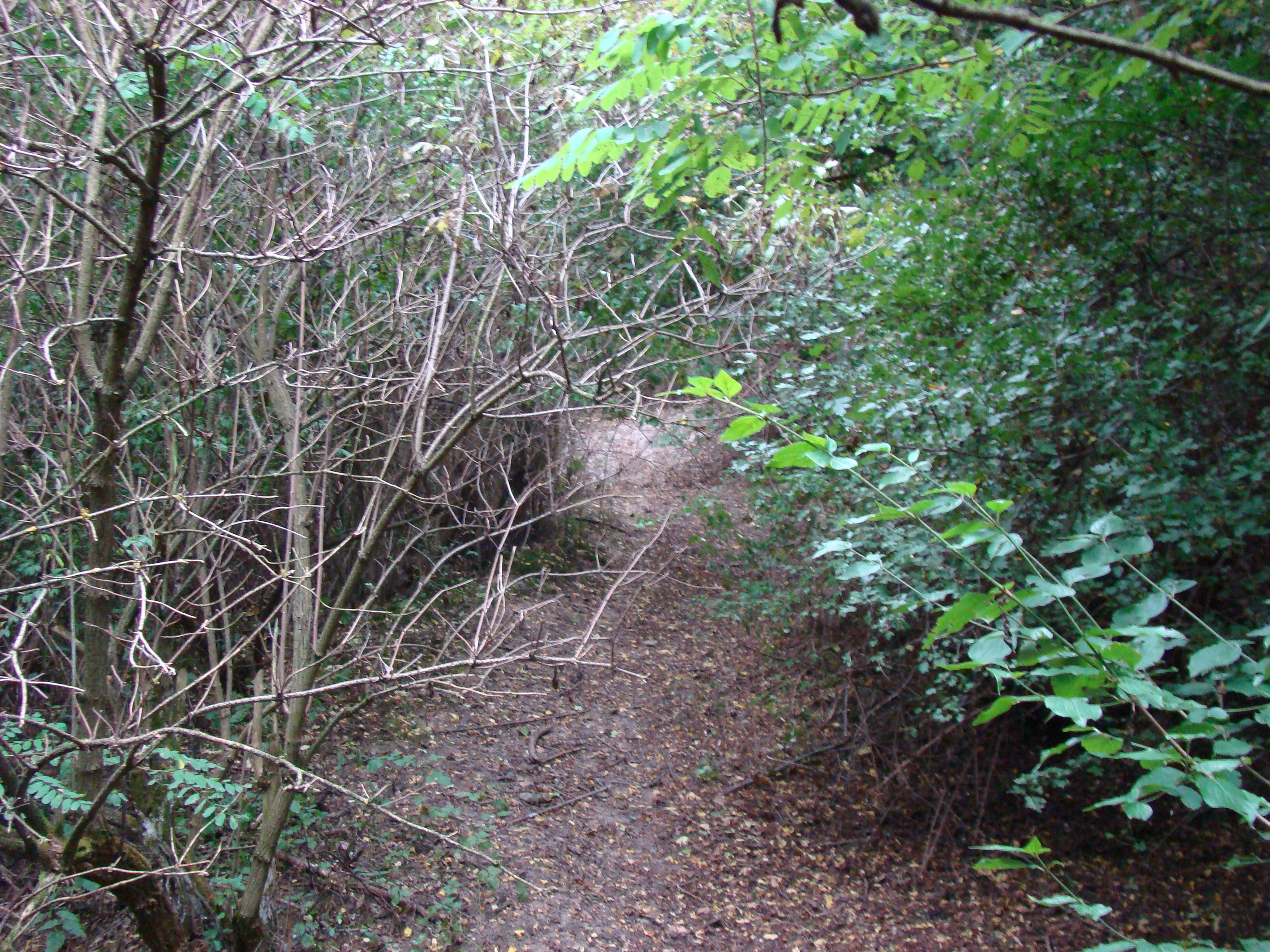